# Deinococcus radiodurans

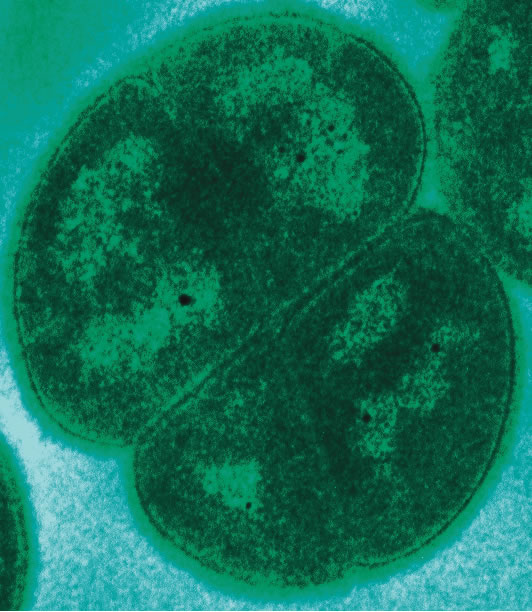
Deinococcus radiodurans

Deinococcus radiodurans je extrémofilní kokovitá bakterie z kmene Deinococcus-Thermus.
Bakterie je odolná vůči nízké teplotě, suchu, kyselému prostředí a vakuu, ale především je známá svou velkou odolností vůči radioaktivitě – přežije i dávku záření gama o intenzitě 15 000 grayů, což je desetitisíckrát více než smrtelná dávka pro člověka. Při ozáření je sice rozlámána DNA bakterie, ta se ale během několika hodin znovu opraví.
Poprvé byla bakterie izolována roku 1956 z konzervy s hovězím masem, které se zkazilo navzdory sterilizaci ozářením. V roce 1999 byla publikována její kompletní DNA.
Kvůli svým vlastnostem je Deinococcus radiodurans nazýván „bakterie Conan“ podle hrdiny Conana z románů Roberta E. Howarda.
Uvažuje se o využití této bakterie při odstraňování jaderného odpadu. Vzhledem k odolnosti je také významným předmětem zájmu astrobiologie.